# Goerodes vicinus
Goerodes vicinus är en nattsländeart som beskrevs av G. Marlier 1953. Goerodes vicinus ingår i släktet Goerodes och familjen kantrörsnattsländor. Inga underarter finns listade i Catalogue of Life.